# Пер Лефлінг
Пер Лефлінг (швед. Pehr Löfling, 31 січня 1729 — 22 лютого 1756) — шведський ботанік, один з «апостолів Ліннея».

## Біографія
Народився 31 січня 1729.
З 1743 навчався в Упсальський університеті. Його вчителем був видатний шведський учений Карл Лінней. 1750 року Пер Лефлінг здобув ступінь кандидата медичних наук.
У 1751 вирушив до Іспанії та став професором у Мадриді. З 1751 до 1756 року він брав участь в експедиції в Іспанії та у Південній Америці.
Помер у Венесуелі 22 лютого 1756 року. Його смерть була великою втратою для природної історії, особливо у ботаніці. Лінней вважав, що ця втрата непоправна. Рукописи Лефлінга, які були знайдені після його смерті, були збережені двома його помічниками.

## Наукова діяльність
Пер Лефлінг спеціалізувався на насіннєвих рослинах.

## Наукові праці
- Iter Hispanicum, eller resa til Spanska Länderna uti Europa och America 1751–1756. 1758.

## Почесті
Карл Лінней назвав на честь Пера Лефлінга рід рослин Loeflingia з родини Гвоздичні (лат. Caryophylláceae).
Парк Löefling у Сьюдад-Гуаяні (Венесуела) названий на його честь.